# Joan Donaldson
Pour les articles homonymes, voir Donaldson.
Joan Donaldson (née le 23 avril 1946 à Toronto (Canada) et morte le 7 septembre 2006 à Victoria (Canada)) est une journaliste canadienne.

## Biographie
Elle fut la fondatrice et première directrice du réseau CBC Newsworld de 1989 à 1990. 
Elle était souffrante depuis qu'elle avait subi de graves blessures lors d'une collision avec un vélo à Montréal en 1990. Cet accident avait mis fin à sa carrière de journaliste.